# Black Viper
Black Viper is een videospel voor de Commodore Amiga en de Amiga CD32. Het spel werd uitgebracht in 1996. Het spel is een racespel waarbij de speler een motorfiets bestuurt. Het perspectief wordt in de derde persoon getoond.

## Platforms
| Platform   | Jaar |
| ---------- | ---- |
| Amiga      | 1996 |
| Amiga CD32 | 1996 |

## Ontvangst
| Beoordeeld door | Platform   | Datum      | Score |
| --------------- | ---------- | ---------- | ----- |
| Amiga Games     | Amiga      | mei 1996   | 56%   |
| Amiga Joker     | Amiga CD32 | juli 1996  | 56%   |
| Amiga Joker     | Amiga      | maart 1996 | 52%   |